# 安迪·卡斯尔
安迪·卡斯尔（英語：Andy Cassell，1942年7月14日—2025年3月18日），英国男子帆船运动员。他曾代表英国参加1996年和2000年夏季残疾人奥林匹克运动会帆船比赛，其中1996年夏季残奥会获得一枚金牌。